# Доњи Крчин
Доњи Крчин је насеље у Србији у општини Варварин у Расинском округу. Према попису из 2022. било је 188 становника (према попису из 1991. било је 431 становника).
Овде се налази ОШ „Херој Мирко Томић” Доњи Крчин.

## Историја
До Другог српског устанка Доњи Крчин се налазио у саставу Османског царства. Након Другог српског устанка Доњи Крчин улази у састав Кнежевине Србије и административно је припадао Јагодинској нахији и Темнићској кнежини све до 1834. године када је Србија подељена на сердарства.
Указом Краља од 30. маја 1923. године насеље је добило статус варошице.

### Порекло становништва
Према пореклу ондашње становништво Доњег Крчина из 1905. године може се овако распоредити:
- Из Топлице има 2 породице са 20 куће.
- Из Срема има 2 породице са 20 куће.
- Из Врањског округа има 1 породица са 12 куће.
- Из околине има 2 породице са 11 куће. (подаци датирају из 1905 )[2]

## Демографија
У насељу Доњи Крчин живи 298 пунолетних становника, а просечна старост становништва износи 48,6 година (46,3 код мушкараца и 50,8 код жена). У насељу има 122 домаћинства, а просечан број чланова по домаћинству је 2,88.
Ово насеље је у потпуности насељено Србима (према попису из 2002. године), а у последња три пописа, примећен је пад у броју становника.
|  |

| Демографија | Демографија | Демографија |
| Година      | Становника  | Становника  |
| ----------- | ----------- | ----------- |
| 1948.       | 712         |             |
| 1953.       | 723         |             |
| 1961.       | 650         |             |
| 1971.       | 565         |             |
| 1981.       | 531         |             |
| 1991.       | 431         | 409         |
| 2002.       | 351         | 387         |

| Етнички састав према попису из 2002.‍ | Етнички састав према попису из 2002.‍ | Етнички састав према попису из 2002.‍ | Етнички састав према попису из 2002.‍ | Етнички састав према попису из 2002.‍ |
| ------------------------------------ | ------------------------------------ | ------------------------------------ | ------------------------------------ | ------------------------------------ |
|                                      |                                      |                                      |                                      |                                      |
| Срби                                 | Срби                                 |                                      | 350                                  | 99,71%                               |
| непознато                            | непознато                            |                                      | 0                                    | 0,0%                                 |

| Доњи Крчин у пописима Јагодинске нахије — од 1818. до 1829.                       |       |       |       |       |       |       |          |       |       |       |       |       |
| Година пописа                                                                     | 1818. | 1819. | 1820. | 1821. | 1822. | 1823. | 1824/25. | 1825. | 1826. | 1827. | 1828. | 1829. |
| Куће                                                                              | 25    | 24    | 25    | 29    | 27    | 28    | 27       | 26    | 25    | 25    | 24    | 23    |
| Пореске главе*                                                                    | -     | 25    | 31    | 26    | 29    | 31    | 29       | 27    | 26    | 26    | 27    | 26    |
| Арачке главе**                                                                    | 49    | 52    | 55    | 53    | 55    | 56    | 64       | 66    | 65    | 67    | 67    | 68    |
| *Пореске главе = Ожењени мушкарци \| ** Арачке главе = Мушкарци од 7 до 70 година |       |       |       |       |       |       |          |       |       |       |       |       |

| Година пописа     | 1948. | 1953. | 1961. | 1971. | 1981. | 1991. | 2002. |
| ----------------- | ----- | ----- | ----- | ----- | ----- | ----- | ----- |
| Број домаћинстава | 158   | 164   | 168   | 169   | 163   | 136   | 122   |

| Број чланова      | 1  | 2  | 3  | 4  | 5  | 6 | 7 | 8 | 9 | 10 и више | Просек |
| ----------------- | -- | -- | -- | -- | -- | - | - | - | - | --------- | ------ |
| Број домаћинстава | 33 | 32 | 18 | 15 | 11 | 9 | 3 | 0 | 0 | 1         | 2,88   |

| Пол    | Укупно | Неожењен/Неудата | Ожењен/Удата | Удовац/Удовица | Разведен/Разведена | Непознато |
| ------ | ------ | ---------------- | ------------ | -------------- | ------------------ | --------- |
| Мушки  | 156    | 46               | 93           | 12             | 5                  | 0         |
| Женски | 157    | 17               | 91           | 44             | 5                  | 0         |
| УКУПНО | 313    | 63               | 184          | 56             | 10                 | 0         |

| Пол    | Укупно                    | Пољопривреда, лов и шумарство | Рибарство                            | Вађење руде и камена | Прерађивачка индустрија       |
| ------ | ------------------------- | ----------------------------- | ------------------------------------ | -------------------- | ----------------------------- |
| Мушки  | 76                        | 49                            | 0                                    | 0                    | 5                             |
| Женски | 40                        | 29                            | 0                                    | 0                    | 4                             |
| УКУПНО | 116                       | 78                            | 0                                    | 0                    | 9                             |
| Пол    | Производња и снабдевање   | Грађевинарство                | Трговина                             | Хотели и ресторани   | Саобраћај, складиштење и везе |
| Мушки  | 0                         | 1                             | 4                                    | 0                    | 1                             |
| Женски | 0                         | 0                             | 0                                    | 0                    | 0                             |
| УКУПНО | 0                         | 1                             | 4                                    | 0                    | 1                             |
| Пол    | Финансијско посредовање   | Некретнине                    | Државна управа и одбрана             | Образовање           | Здравствени и социјални рад   |
| Мушки  | 0                         | 0                             | 4                                    | 2                    | 0                             |
| Женски | 0                         | 0                             | 1                                    | 2                    | 3                             |
| УКУПНО | 0                         | 0                             | 5                                    | 4                    | 3                             |
| Пол    | Остале услужне активности | Приватна домаћинства          | Екстериторијалне организације и тела | Непознато            | Непознато                     |
| Мушки  | 0                         | 0                             | 0                                    | 10                   | 10                            |
| Женски | 0                         | 0                             | 0                                    | 1                    | 1                             |
| УКУПНО | 0                         | 0                             | 0                                    | 11                   | 11                            |